# 247
247 (CCXLVII) je bilo navadno leto, ki se je po julijanskem koledarju začelo na petek.

## Dogodki
- Goti vdrejo preko Donave.